# Hwansang-ui couple
Hwansang-ui couple (hangeul: 환상의 커플, lett. Coppia di fantasia; titolo internazionale Couple or Trouble, conosciuta anche come Fantasy Couple) è una serie televisiva sudcoreana trasmessa su MBC dal 14 ottobre al 3 dicembre 2006, liberamente tratta dal film del 1987 Overboard - Una coppia alla deriva.

## Trama
Anna Jo è un'ereditiera maleducata, viziata, arrogante e impossibile da accontentare, che torna in Corea del Sud dall'America per continuare a controllare il marito codardo, Billy Park. Quando la doccia del suo yacht necessita di essere riparata, Anna assume il tuttofare Jang Chul-soo, ma, quando hanno un violento battibecco perché lei, insoddisfatta, si rifiuta di pagarlo, lo spinge fuoribordo insieme alla cassetta degli attrezzi. Dopo un litigio con Billy, che minaccia di chiedere il divorzio, Anna si ubriaca e cade in mare, rimanendo vittima di amnesia. All'ospedale, si ritrova nel letto vicino a quello di Chul-soo, ricoverato dopo aver nuotato troppo a lungo in cerca della cassetta degli attrezzi. A insaputa di Anna, egli sta crescendo tre nipoti orfani in una casa trascurata e ha disperatamente bisogno di una tata. Approfittando della perdita di memoria della donna, Chul-soo riesce a convincerla di essere la sua fidanzata e di vivere con lui, assegnandole il nuovo nome di Na Sang-shil. La convivenza metterà in luce il lato compassionevole di Anna, e l'uomo finirà con l'innamorarsi di lei.

## Personaggi
- Anna Jo/Na Sang-shil, interpretata da Han Ye-seul
- Jang Chul-soo, interpretato da Oh Ji-ho
- Billy Park, interpretato da Kim Sung-min
- Oh Yoo-kyung, interpretata da Park Han-byul
- Capodipartimento Gong, interpretato da Kim Kwang-kyu
- Ha Deok-gu, interpretato da Kim Jung-wook
- Oh Kye-joo, interpretata da Lee Mi-young
- Kang-ja, interpretata da Jung Soo-young
- Jang Joon-seok, interpretato da Lee Suk-min
- Jang Yoon-seok, interpretato da Kim Tae-yoon
- Jang Geun-seok, interpretato da Park Joon-mok
- Shim Hyo-jung, interpretato da Lee Sang-yi

## Ascolti
| Episodio | Data di trasmissione | Dati TNMS           | Dati TNMS                  | Dati AGB            | Dati AGB                   |
| Episodio | Data di trasmissione | A livello nazionale | Area metropolitana di Seul | A livello nazionale | Area metropolitana di Seul |
| -------- | -------------------- | ------------------- | -------------------------- | ------------------- | -------------------------- |
| 1        | 14 ottobre 2006      | 10,2%               | 11,1%                      | 10,2%               | 10,4%                      |
| 2        | 15 ottobre 2006      | 10,9%               | 10,9%                      | 10,2%               | 9,9%                       |
| 3        | 21 ottobre 2006      | 13,4%               | 12,5%                      | 12,0%               | 11,0%                      |
| 4        | 22 ottobre 2006      | 13,9%               | 13,6%                      | 12,5%               | 11,7%                      |
| 5        | 28 ottobre 2006      | 17,0%               | 16,6%                      | 15,5%               | 14,6%                      |
| 6        | 29 ottobre 2006      | 15,2%               | 15,1%                      | 12,5%               | 11,8%                      |
| 7        | 4 novembre 2006      | 11,7%               | 11,7%                      | 11,8%               | 11,4%                      |
| 8        | 5 novembre 2006      | 13,9%               | 13,7%                      | 10,9%               | 11,4%                      |
| 9        | 11 novembre 2006     | 13,8%               | 13,5%                      | 13,5%               | 12,9%                      |
| 10       | 12 novembre 2006     | 13,8%               | 13,7%                      | 13,6%               | 13,2%                      |
| 11       | 18 novembre 2006     | 15,2%               | 14,9%                      | 12,8%               | 12,7%                      |
| 12       | 19 novembre 2006     | 15,2%               | 16,1%                      | 12,8%               | 15,8%                      |
| 13       | 25 novembre 2006     | 16,0%               | 16,4%                      | 14,6%               | 14,1%                      |
| 14       | 26 novembre 2006     | 17,0%               | 17,1%                      | 17,0%               | 16,7%                      |
| 15       | 2 dicembre 2006      | 21,4%               | 21,1%                      | 19,2%               | 18,6%                      |
| 16       | 13 dicembre 2006     | 23,4%               | 22,7%                      | 22,4%               | 21,4%                      |
| Media    | Media                | 15,1%               | 15,0%                      | 14,0%               | 13,6%                      |

## Colonna sonora
1. Intro Title – Park Yo-han
2. Want U! – Ji Yung-sun
3. I Only Hate in Vain (괜히 나만 미워해) – Benny
4. Why Me (왜, 날) – Ji Yung-sun
5. Just We – M. Family
6. Happy My Star (Drama ver.) – Geonhee feat. As One
7. It Wasn't Love (그런게 사랑) – Shin Ji-ah
8. Memory (Drama ver.) (기억) – Geonhee
9. Lei È Bella – Park Yo-han
10. Old Memories (오래된 기억) – Kim Hyun-jong
11. Don't Hate Me 1 – Kim Hyun-jong
12. Don't Hate Me 2 – Kim Hyun-jong

## Riconoscimenti
| Anno | Premio               | Categoria                 | Ricevente                  | Risultato       |
| ---- | -------------------- | ------------------------- | -------------------------- | --------------- |
| 2006 | MBC Drama Awards     | Drama of the Year         | Hwansang-ui couple         | Vincitore/trice |
| 2006 | MBC Drama Awards     | Excellence Award, Actress | Han Ye-seul                | Vincitore/trice |
| 2006 | MBC Drama Awards     | Popularity Award, Actress | Han Ye-seul                | Vincitore/trice |
| 2006 | MBC Drama Awards     | Popularity Award, Actor   | Oh Ji-ho                   | Vincitore/trice |
| 2006 | MBC Drama Awards     | Best Couple               | Oh Ji-ho e Han Ye-seul     | Vincitore/trice |
| 2006 | MBC Drama Awards     | Excellence Award, Actor   | Oh Ji-ho                   | Candidato/a     |
| 2007 | Baeksang Arts Awards | Popularity Award (TV)     | Han Ye-seul                | Vincitore/trice |
| 2007 | Baeksang Arts Awards | Best Actress (TV)         | Han Ye-seul                | Candidato/a     |
| 2007 | Baeksang Arts Awards | Best New Director (TV)    | Kim Sang-ho                | Candidato/a     |
| 2007 | Baeksang Arts Awards | Best Screenplay (TV)      | Hong Jung-eun, Hong Mi-ran | Candidato/a     |